# キイロタマホコリカビ
キイロタマホコリカビ（学名: Dictyostelium discoideum）はアメーボゾア、タマホコリカビ類に属する細胞性粘菌の1種である。土壌中に生育する栄養体 (通常時の体) は単細胞のアメーバ細胞であり、細菌を捕食し、二分裂して増殖する。飢餓状態になるとアメーバ細胞は集合して多細胞体を形成し、移動した後に子実体 (右図) となって胞子を形成・散布する。このように生活環において細胞が協調してさまざまな形をとること、培養や分子生物学的解析が容易であることから、モデル生物として広く研究に用いられている。

## 特徴

### 生活環
キイロタマホコリカビは、単細胞の時期と多細胞の時期からなる生活環をもつ (下図1)。通常時は単細胞のアメーバ細胞として過ごし、二分裂して増殖する (→#増殖期 vegetative stage)。細菌などを捕食しているが、飢餓状態になると細胞が集合して多細胞体 (偽変形体) になる (→#集合期 aggregation stage)。偽変形体は匍匐して移動し (→#移動期 migration stage; 移動体期 slug stage)、柄と胞子塊からなる子実体を形成 (→#形態形成期, 子実体形成期 culmination stage)、散布された胞子からアメーバ細胞が発芽する。また有性生殖ではアメーバ細胞が融合、マクロシストを形成する (下図1; →#有性生殖)。

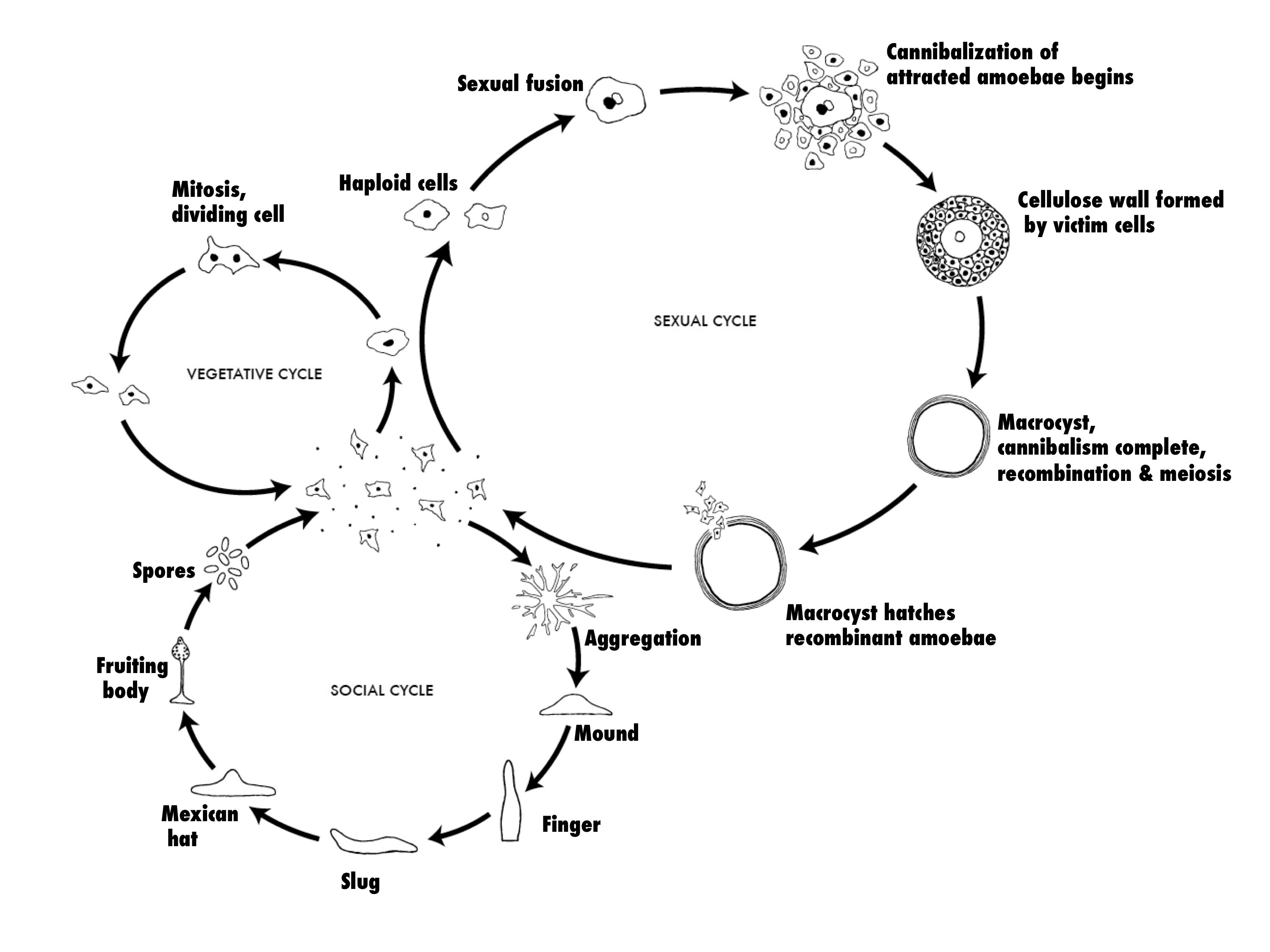
1. キイロタマホコリカビの生活環：栄養体は単細胞のアメーバ細胞であり (中央)、二分裂によって増殖する (左上)。飢餓状態になると細胞が集合し、移動体 (slug; 下) となり、子実体 (下左) を形成、胞子 (sproes) を散布、発芽してアメーバ細胞に戻る。有性生殖では2個のアメーバ細胞が融合し (上)、未融合細胞を誘引して捕食、マクロシスト (右) になり、休眠後に減数分裂を経てアメーバ細胞を放出する。

#### 増殖期
キイロタマホコリカビの栄養体 (通常時の体) は、直径 8–20 µm ほどの単細胞のアメーバ細胞 (粘菌アメーバ myxamoeba, pl. myxamoebae) である (右図2)。アメーバ細胞は比較的幅広い仮足と糸状の副仮足を生じ、ゆっくりとスムーズに運動する。アメーバ細胞は細菌が分泌する葉酸に対する走化性を示し、これを捕食する。細胞は1個の核をもち、数個の核小体が核膜に沿って存在する。細胞は1個の収縮胞をもち (図2a)、また食胞を形成する。アメーバ細胞は二分裂によって増殖し (図1, 2b)、最適条件では8-10時間に1回分裂する。他のタマホコリカビ類では、不適条件下でアメーバ細胞が細胞壁を形成してミクロシストとなることがあるが、キイロタマホコリカビではミクロシスト形成は知られていない。

#### 集合期

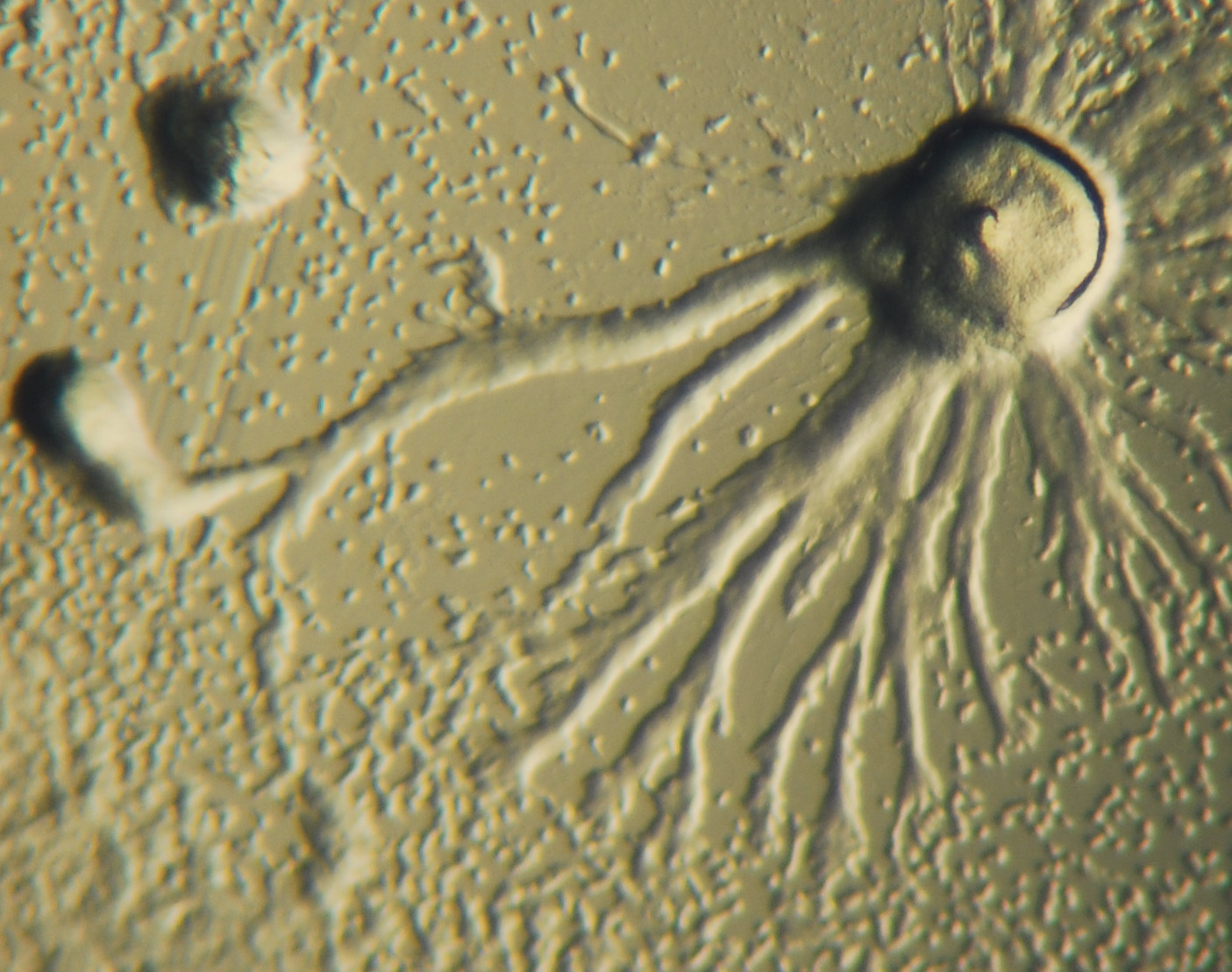
3b. キイロタマホコリカビの集合体 (ストリーム)

アメーバ細胞はPSF (prestarvation factor) とよばれる糖タンパク質を常に分泌することによって、同種の細胞と餌である細菌の量比を監視している。この比が一定量を超えた場合 (細菌の減少など)、アメーバ細胞は増殖を止め、集合 (aggregation) に必要な遺伝子発現を開始する。
細胞性粘菌において集合のためのシグナル物質はアクラシンと総称されるが、キイロタマホコリカビのアクラシンはcAMPである。cAMPを受け取ったアメーバ細胞は、cAMPに対する走化性を示すと共に、自身でもcAMPを合成・分泌する。このようにして情報は次々と伝搬していき、約10万個の細胞が集合する (右図3a)。cAMPに対する走化性は極めて鋭敏であり、わずか1–2%の濃度勾配を感知できる。cAMPは細胞膜上の受容体であるcAR (cAMP receptor) に結合し、Gタンパク質などを介してPI3キナーゼ (phosphoinositide 3−kinase) やプロテインキナーゼB (protein kinase B) を活性化し、細胞骨格系タンパク質 (アクチンなど) にシグナルを伝え、cAMP源への細胞運動を行うと考えられている。また同時にアデニル酸シクラーゼも活性化され、cAMPを合成し、細胞外に分泌する。またホスホジエステラーゼ (PDE) も分泌され、cAMPを分解する。このcAMPの分泌と分解が細胞集団において同調的・周期的 (約6分間) に行われ、cAMPの波 (cAMPパルス) が生じる。これによる集合パターンはベロウソフ・ジャボチンスキー反応に一致する非線形現象であることが知られている。
集合中のアメーバ細胞は細長くなり、その前後縁にはCsA (contact site A) タンパク質が、側面にはDd-Cad1タンパク質が局在している。CsAタンパク質やDd-Cad1タンパク質はともに細胞間接着分子となる糖タンパク質であり、これによって連なったアメーバ細胞群はストリーム (stream) とよばれる放射状の構造を形成する (右図3a, b)。
ストリーム形成を介して形成された細胞塊 (多細胞体) は偽変形体 (pseudoplasmodium) ともよばれるが、子実体形成に至るまで様々な形態変化を示し、キイロタマホコリカビではそれぞれの時期に名称が付けられている。集合した当初の細胞塊は、マウンド (mound) とよばれる (上図1)。マウンドは、細胞が分泌した糖タンパク質やセルロースからなる粘液鞘 (slime sheath) で覆われる。マウンドは、細胞間の結合がゆるい状態 (ルースマウンド loose mound) から、しっかりと結合した状態 (タイトマウンド tight mound) へ変化する。種特異的な多型細胞接着タンパク質、特にtgrB1とtgrC1を発現し、細胞接着に関わる。この間に、予定柄細胞 (prestalk cell) と予定胞子細胞 (prespore cell) への細胞分化が始まる。予定柄細胞は、マウンドの頂上部で乳頭突起 (tip) を形成する (tipped mound)。突起はcAMPのパルス生成を続け、これがマウンド内の細胞分化を制御する。

#### 移動期

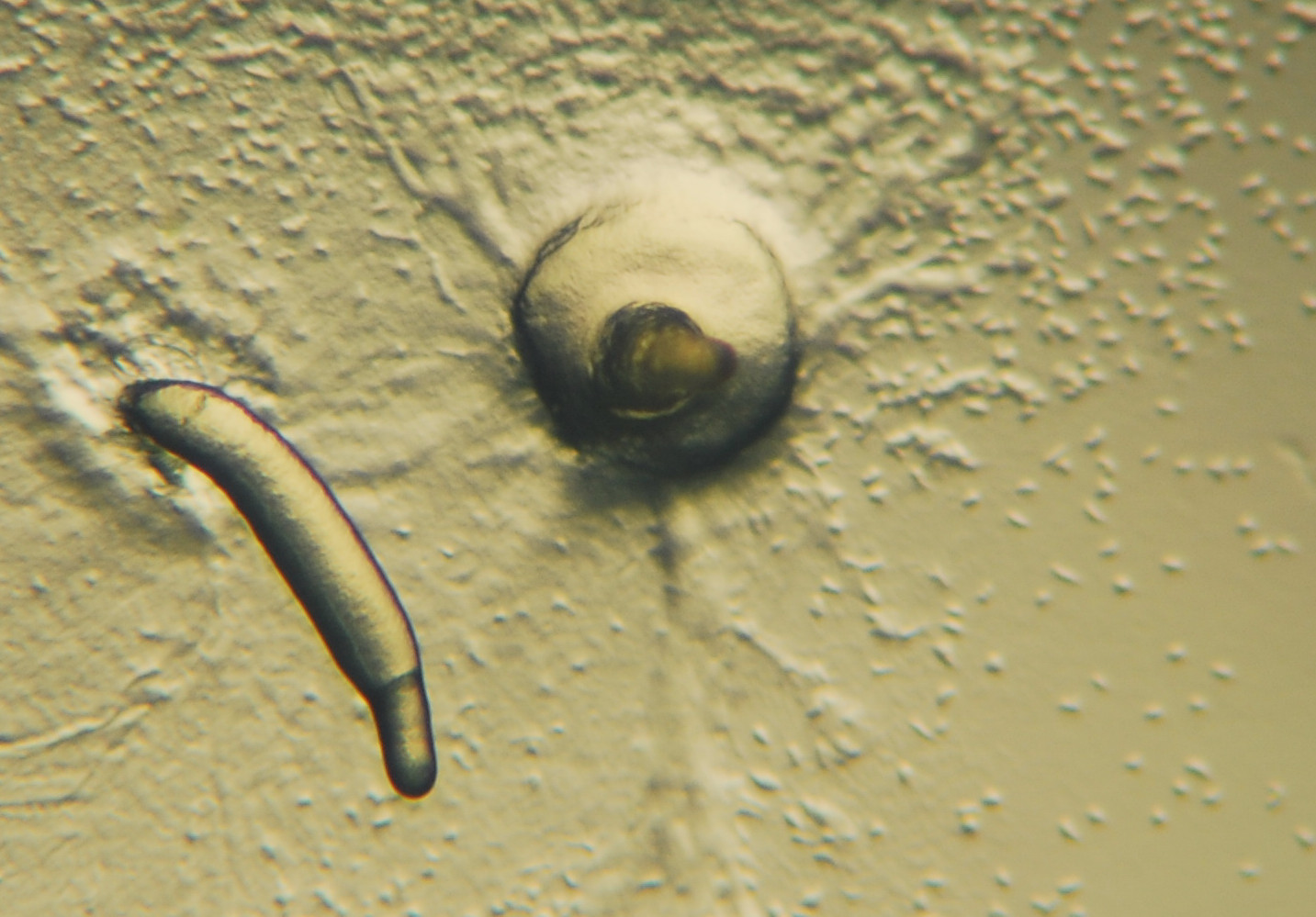
4a. キイロタマホコリカビのマウンドから移動体への以降

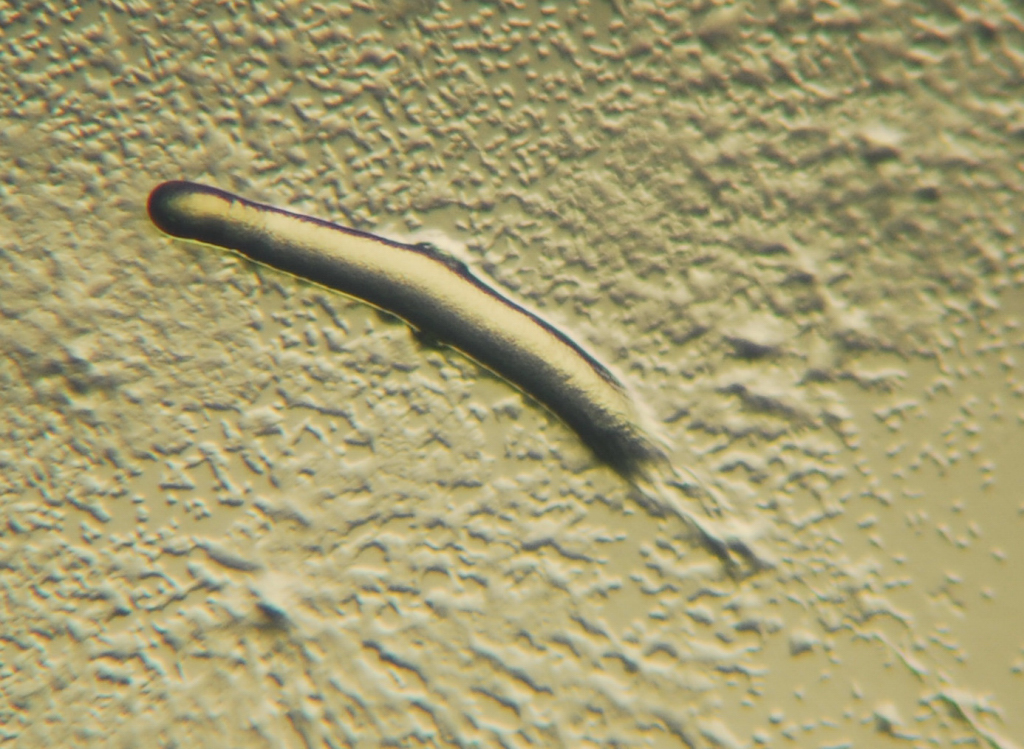
4b. キイロタマホコリカビの移動体

予定柄細胞からなる突起、さらに全体が細長く伸長し (finger ともよばれる)、やがて基質上に横倒しになる (上図1、右図4a、下図5a)。この細長い構造は移動体 (ナメクジ体 slug, grex) とよばれ、粘液質を残しながら基質上を匍匐・移動する (右図4b)。移動体の長さは 0.4–2.0 mm、直径は 0.07–0.25 mm。移動体は明瞭な前後軸をもち、先端側に予定柄細胞、それ以外が予定胞子細胞で占められている。予定柄細胞と予定胞子細胞の細胞数の比はおよそ1:4で決まっており、この比の調節にはcAMP、アンモニア、DIF-1 (differentiation-inducing factor 1) などが関わっている。また移動体を分割して予定柄細胞のみ、または予定胞子細胞のみからなる細胞塊をつくっても、細胞は脱分化・再分化して (小さいながらも) 通常と同じ子実体を形成する。タマホコリカビ類では移動体が既に柄を形成している例も多いが、キイロタマホコリカビの移動体では柄は形成されていない。
移動体は外的な刺激がなくても自律的に運動するが、光や温度、湿度、溶質濃度に対する走性を示す。走光性に関しては、青色光 (ピーク波長は 420 nm、440 nm) や緑色光 (ピーク波長は 560 nm) に強く反応する。移動体は側面から光を受けると、レンズ効果によって入光側の反対側で集光し、これが走光性を引き起こすと考えられている。移動体の走温性は極めて鋭敏であり、わずか 0.05℃/cm の差を検出する。これらのシグナル検出機構の詳細は明らかではない (2019年現在)。移動体の運動は、個々の細胞の運動が統合されたらせん運動によって起こり、この運動は先端部において続くcAMPのパルス生成によって制御される。このような走性によって、移動体は子実体形成に適した場所に移動する。

#### 形態形成期
停止した移動体は、メキシカンハット (“Mexican hat” stage) とよばれる形に変形する (上図1)。基質に接している底面の細胞は、セルロース性の細胞壁を形成し、液胞化して死細胞になり basal disk (直径 150−400 µm) を形成する。中央の突出部は予定柄細胞からなり、それを囲むようにセルロースを主成分とする管が形成され、その中で予定柄細胞も同様に死細胞である柄細胞になる。柄は下方に伸長し、柄が basal disk に達すると、上方に残されていた予定柄細胞が柄の上に積み重なって柄が上方に伸長する (下図5a)。柄の先端は棍棒状になる。これに伴って予定胞子細胞も上昇し、個々の細胞がセルロース性の細胞壁で囲まれて胞子になる。その結果、最終的に柄の先端に粘液質で囲まれた胞子塊 (sorus, pl. sori) がつくられ、また胞子塊の先端側に upper cup、基部側に lower cup が形成、子実体 (fruiting body; 累積子実体, ソロカルプ sorocarp) が完成する (下図5)。胞子塊は球形で灰白色から淡黄色、直径はふつう 125–300 µm (変異が大きい)。柄は先細で直径は基部で 30–80 µm、先端部で 5–15 µm、長さは 1.5–3 mm。
胞子は風散布ではなく、おそらく小動物に付着して胞子塊として散布される。胞子は長楕円形、6–9 x 2.5–3.5 µm。胞子塊中にあるときは高浸透圧環境であり、胞子の発芽は抑制されている。またディスカデニン (discadenine) は胞子内のプロテインキナーゼA (PKA) 活性を高く維持するため、これも胞子発芽を抑制する。このような発芽抑制がない好適な環境で胞子細胞壁は縦裂し、アメーバ細胞を放出する。最適な条件下では、胞子が発芽して子実体形成を経て次の胞子が形成されるまでに72時間しかかからない。

#### 有性生殖

6. キイロタマホコリカビの有性生殖: 細胞内の赤と青は対応する交配型のゲノムを示す。配偶子合体によって生じた接合子 (上) は紫色で示している。接合子は細胞を誘引して捕食し (右上〜下)、マクロシストになる。マクロシストは減数分裂を経て発芽する (左下)。

キイロタマホコリカビの有性生殖では、アメーバ細胞が融合してマクロシスト (macrocyst) を形成する (右図6)。キイロタマホコリカビの交配型は、単一の遺伝子座で決定される3型 (type-I, II, III) がある。対応する交配型のアメーバ細胞が融合すると2核の細胞が形成され、やがてこの2核は融合し、接合子である巨大細胞 (giant cell) が形成される。巨大細胞はcAMPを分泌し、未融合細胞を誘引する。この反応は子実体形成時の細胞集合 (上記参照) に類似しているが、より小規模である。やがて巨大細胞と集合した未融合細胞は共通の外被で覆われ、巨大細胞は未融合細胞を捕食していき、得られた物質を利用してさらに外被を発達させて5層の細胞壁を形成する。このようにして形成されたマクロシストは、耐久細胞となり休眠する。
マクロシストは発芽前に減数分裂を行い、その結果生じた核の1個のみが残る。さらに発芽時に連続した体細胞分裂を行い、多数のアメーバ細胞を形成、これが放出される (右図6)。

### 裏切り

7a. 裏切り者 (赤) の多くは胞子になり、柄の形成にはほとんど寄与しない。

7b. 裏切り者 (赤) を含む遺伝的にキメラな移動体 (下) は移動距離が短く、柄が短いこともある。

キイロタマホコリカビの子実体形成において、胞子となった細胞は散布されて発芽し、次世代につながることができる。一方で、柄となった細胞はその場で死ぬ。柄を形成することは胞子の散布を効率的にするため、細胞が柄となる行動は利他的行動とも見なされ、そのためキイロタマホコリカビを含むタマホコリカビ類は社会性アメーバ (social amoeba) ともよばれる。 
このような細胞どうしの関係においては、集合の中心にあった細胞や、より"強い"細胞 (分裂前の大型の細胞、栄養価の高い餌を食べていた細胞) が胞子になりやすい。また異なる株が混合して単一の子実体を形成する際には、特定の株が胞子になりやすい (柄になりにくい) 性質を示すことがある (図7a)。このような性質は"裏切り" (cheating) とよばれ、株自身の遺伝的な性質と、株間の関係によって生じることが知られている。裏切りには利点と不利な点があり、裏切り者は胞子になれる利点があるが、裏切り者を含む遺伝的にキメラな移動体は、短距離しか移動できない (図7b)。また絶対的な裏切り者 (柄細胞にはならない) の株は、自身のみでは子実体を形成できない (絶対的社会寄生者 obligate social parasites)。
裏切りとそれに対する防御は、キイロタマホコリカビの進化における重要な要素であると考えられている。実験室で30世代を経ると、変異によって裏切り者の集団がいくつも生じる。1遺伝子のノックアウト実験では、100個以上の遺伝子において、ノックアウトすると裏切り者となることが示されている (絶対的社会寄生者を含む)。一方でこのような裏切り者とともに培養してきた集団は、裏切り者に対して耐性を示し、抵抗性が進化することを示している。例えばキイロタマホコリカビのアメーバ細胞は、細胞接着タンパク質であるtgrB1やtgrC1産物によって相手が遺伝的に同一か否かを判断し、細胞集合時に遺伝的に異なる個体を排除する傾向がある。ただしこのような選択の強さは種によって異なり、キイロタマホコリカビにおける選択は、ムラサキタマホコリカビなどにくらべて弱いことが知られている。

### 原始的な農業
キイロタマホコリカビの一部の株 (全てではない) はファーマー (farmer, "農家") とよばれ、胞子塊中に細菌を保持していることが知られている。さまざまな細菌が共生しているが、特にバークホルデリア属 (プロテオバクテリア門) の特定の種が含まれている。これらの細菌は胞子散布先で放出されて増殖し、少なくとも一部は胞子から発芽したアメーバ細胞の餌になると考えられている。この現象は、「原始的な農業」ともよばれる。
またバークホルデリア属の一部は、キイロタマホコリカビの餌となることはなく、ファーマーには無害だが非ファーマーには毒となる物質を生成することが知られている。このことは、ファーマーに競争者の排除という利益を与えていると考えられている。またこのようなバークホルデリア属の細菌とキイロタマホコリカビは、共進化していることが示唆されている。

### ゲノム
キイロタマホコリカビの核ゲノムの塩基配列は、2005年に報告された (下表)。染色体数は n = 6 であり、合計約 34 Mbp (Mbp = 100万塩基対)。GC含量 (DNAにおけるグアニンとシトシンの割合) が低く、22.4%しかない。このゲノム中にはおよそ12,500個の遺伝子 (タンパク質遺伝子) が存在すると推定されており、ゲノムサイズに対して遺伝子数が多い。イントロンを含む遺伝子が多いが、そのイントロンサイズは一般的な真核微生物と同様に小さい。多くのタンパク質遺伝子はトリプレットリピートをもち、保存性が低い反復アミノ酸に翻訳される。この特徴は他の真核生物にも見られるがキイロタマホコリカビでは特に顕著であり、進化的可塑性に寄与していると考えられている。
| 形質                       | キイロタマホコリカビ | 熱帯熱マラリア原虫 | 出芽酵母 | シロイヌナズナ | キイロショウジョウバエ | C. elegans | ヒト   |
| -------------------------- | -------------------- | ------------------ | -------- | -------------- | ---------------------- | ---------- | ------ |
| ゲノムサイズ (Mbp)         | 34                   | 23                 | 13       | 125            | 180                    | 103        | 2,851  |
| 遺伝子数                   | 12,500               | 5,268              | 5,538    | 25,498         | 13,676                 | 19,893     | 22,287 |
| 平均遺伝子長 (bp)          | 1,756                | 2,534              | 1,428    | 2,036          | 1,997                  | 2,991      | 27,000 |
| 平均コード長 (アミノ酸数)  | 518                  | 761                | 475      | 437            | 538                    | 435        | 509    |
| イントロンをもつ遺伝子 (%) | 69                   | 54                 | 5        | 79             | 38                     | 5          | 85     |
| 平均イントロン長 (bp)      | 146                  | 179                | ND       | 170            | ND                     | 270        | 3,365  |
| 平均イントロン数           | 1.9                  | 2.6                | 1.0      | 5.4            | 4.0                    | 5.0        | 8.1    |
| 第3コドンのAT含量 (%)      | 86                   | 83                 | 62       | 57             | 50                     | 64         | 41     |
| イントロンのAT含量 (%)     | 88                   | 87                 | 51       | 55             | 38                     | 71         | 62     |

ミトコンドリアDNAはおよそ 55.6 kbp (kbp = 1,000塩基対) の環状DNAであり、GC含量は27.4%。61遺伝子を含み、全ての遺伝子が同一のDNA鎖に同じ向きにコードされている。ミトコンドリアDNAは、1個の細胞におよそ200コピー存在する。

## 人間との関わり
キイロタマホコリカビを記載した Kenneth B. Raper は、このときの培養株 (NC4) を用い、移動体の前部と後部がそれぞれ柄と胞子になること、また細胞集合の走化性物質 (アクラシン) が存在することを示した。1967年には、キイロタマホコリカビのアクラシンがcAMPであることが明らかになっている。1950年代よりキイロタマホコリカビのさまざまな変異体が単離され、特に1967年に無菌培養が可能な株 (AX2) が報告されたことによって、大量の細胞を調達することが可能になった。
キイロタマホコリカビは非病原性で培養が容易であり、さらに単細胞とさまざまな状態を経る多細胞体からなる複雑な生活環が誘導可能で短時間で完了することから、実験生物として大きな利点をもっている。またゲノムサイズが小さく、現在では全ゲノム塩基配列が明らかとなっており (上記参照)、またトランスクリプトーム情報 (特定の条件でどの遺伝子が発現しているのか) も充実している。遺伝子導入や相同組換えに基づく遺伝子破壊、さらにCRSIPR/Cas9によるゲノム改変技術も確立しており、さまざまな研究が可能になっている。また移動体などは透明であるため、標識がしやすい。このような理由のため、キイロタマホコリカビはモデル生物として細胞学、発生学、遺伝学などさまざまな研究に用いられている。細胞レベルの研究としては、細胞運動や走化性、細胞質分裂、食作用などの研究に、多細胞レベルの研究としては細胞間コミュニケーション、細胞分化と発生、細胞間の競争などの研究に用いられている。
キイロタマホコリカビ類は、医学研究でも利用されている。同じアメーボゾアに属する病原性種である赤痢アメーバやアカントアメーバの研究において、比較生物として用いられる。またリンパ球の運動やマクロファージの食作用などに類似した性質を示すため、哺乳類の免疫応答の研究に利用されることもある。さらに、ヒトの疾患関連タンパク質の研究に、キイロタマホコリカビがもつ相同タンパク質が利用されることもある。
キイロタマホコリカビに関する分子生物学的データはオンラインデータベース (dictyBase) に整理されている。また培養株や変異体、ベクター、プラスミド、cDNAなどの購入環境も整備されている (NBRP Nenkin) (2020年現在)。

## 分類
キイロタマホコリカビは、米国ノースカロライナ州の落葉樹林の落葉層から単離され、Kenneth B. Raper によって1935年に記載された。日本では寒地性の種とされる。
キイロタマホコリカビは以下のような特徴で類似種と区別される。子実体は基本的に単生し、中型 (高さ 1.5–3 mm) で胞子塊 (ふつう直径 125–300 µm) は球形、灰白色から淡黄色、柄は先細で先端は単細胞列または多細胞列の棍棒状、基部に細胞からなる発達した basal disk (直径 150−400 µm) をもつ。胞子は長楕円形で大きさは 6–9 x 2.5–3.5 µm (7.6–8.5 x 3.2–3.7 µm)、透明で極顆粒を欠く。またキイロタマホコリカビの偽変形体は、柄を形成していない状態で移動する。
キイロタマホコリカビのように細胞からなる分枝しない柄をもつタマホコリカビ類は、伝統的にタマホコリカビ属 (Dictyostelium) に分類されていた。しかし分子系統学的研究によって、この古典的な意味でのタマホコリカビ属は非単系統群であることが明らかとなり、2020年現在では複数の属に分けられている。この中で、キイロタマホコリカビはタマホコリカビ属のタイプ種であるタマホコリカビ (Dictyostelium mucoroides) と同じ系統群に属するため、タマホコリカビ属に残されている。分子系統解析からは、キイロタマホコリカビは特に Dictyostelium citrinum や  D. dimigraformum、D. intermedium、D. firmibasis (シロタマホコリカビ) に近縁であることが示唆されている。